# Wyznanie

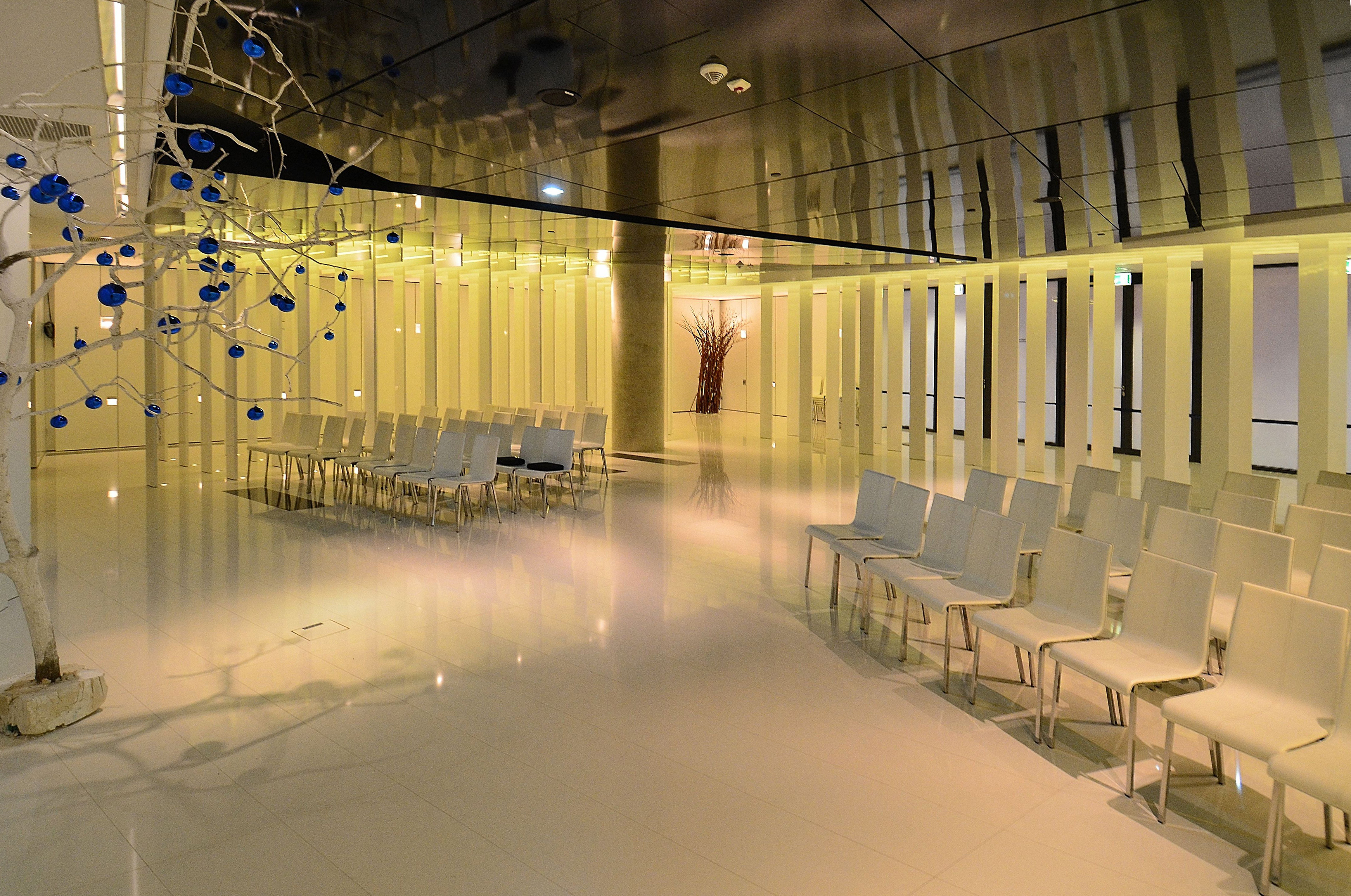
Kaplica wielowyznaniowa na Stadionie Narodowym w Warszawie

Wyznanie – określenie grupy religijnej opartej na jednym zestawie dogmatów wiary („wyznaniu”, „credo”). Pod względem organizacyjnym grupa taka może być skupiona w jednej strukturze organizacyjnej lub w wielu. Struktura taka na gruncie prawa polskiego określana jest nazwą związek wyznaniowy, a w religioznawstwie i prawie państw anglosaskich także mianem denominacji religijnej. Niekiedy, choć nieprecyzyjnie, mianem wyznania określa się związek wyznaniowy.

## Opis
Pojedyncze wyznanie ma na ogół jedną obowiązującą doktrynę. Jednostki większe niż wyznanie są zróżnicowane doktrynalnie, a jednostki mniejsze stanowią jedynie podział administracyjny, bez różnic w wierze.
Na przykład wewnątrz chrześcijaństwa wyznaniami są: katolicyzm, prawosławie, luteranizm, kalwinizm, mariawityzm i inne. W przypadku buddyzmu wyznaniami można określić szkoły: Therawada, Mahajana, Wadżrajana i inne. W przypadku rodzimowierstwa słowiańskiego: Rodzimy Kościół Polski, Rodzima Wiara i inne.
Potocznie słowa określające różne grupy religijne bywają używane wymiennie, niemniej poszczególne terminy mają różne zakresy znaczeniowe, które można uporządkować hierarchicznie:
- religia – najwyższy poziom hierarchii podziału;
- wyznanie – grupa wewnątrz religii o wspólnych zasadach wiary (np. katolicyzm, prawosławie, luteranizm, kalwinizm, anglikanizm, baptyzm, metodyzm, adwentyzm, mariawityzm, pentekostalizm);
- Kościół, związek wyznaniowy, denominacja – grupa (wspólnota) wewnątrz wyznania o odrębnej strukturze względnie określonym obrządku (np. Kościoły greckokatolickie, Kościół melchicki, Kościół Ewangelicko-Augsburski w RP, Kościół Starokatolicki Mariawitów w RP itp.);
- Kościół partykularny (też kościół lokalny lub miejscowy) – w Kościele katolickim synonim diecezji/archidiecezji;
- parafia, zbór, gmina wyznaniowa – jednostka administracyjna oraz tworząca ją wspólnota lokalna wewnątrz wyznania, najczęściej w ramach diecezji lub jej odpowiednika (np. okręgu, senioratu, kustodii).

W języku polskim słowo „Kościół” (pisane dużą literą) oznacza wspólnotę określonego wyznania lub obrządku, zaś „kościół” (małą literą) – budynek przeznaczony dla celów kultu chrześcijańskiego.

## Sytuacja w Polsce
| Kościół lub związek wyznaniowy | Jednostki kościelne | Duchowni | Wyznawcy (tys.) | Rok danych |
| --- | ------------------- | -------- | --------------- | ---------- |
| Kościół łaciński | 10 108              | 29 854   | 33 693          | 2008       |
| Polski Autokefaliczny Kościół Prawosławny                                                                                                 | 232                 | 404      | 504             | 2008       |
| Świadkowie Jehowy | 1805                | —        | 127             | 2008       |
| Kościół Ewangelicko-Augsburski w RP | 134                 | 186      | 75              | 2008       |
| Kościoły greckokatolickie: 1. Ukraińska Cerkiew greckokatolicka w Polsce 2. Kościół katolicki obrządku bizantyjsko-słowiańskiego w Polsce | 135                 | 75       | 55,2            | 2006/2008  |
| Kościół Zielonoświątkowy w RP | 254                 | 368      | 25,1            | 2018       |
| Kościół Starokatolicki Mariawitów w RP | 36                  | 25       | 23,7            | 2008       |
| Kościół Polskokatolicki w RP | 81                  | 88       | 18,8            | 2007       |
| Kościół Adwentystów Dnia Siódmego | 154                 | 60       | 9,6             | 2008       |